# Missionare Unserer Lieben Frau vom allerheiligsten Sakrament
Die Missionare Unserer Lieben Frau vom allerheiligsten Sakrament (portugiesisch Congregação dos Missionários de Nossa Senhora do Santíssimo Sacramento; Ordenskürzel SDN) sind eine römisch-katholische Ordensgemeinschaft.
Die Kongregation der Missionare Unserer Lieben Frau vom Allerheiligsten Sakrament, die am 25. März 1929 von dem belgischen Missionspater Júlio Maria De Lombaerde in Manhumirim im brasilianischen Bundesstaat Minas Gerais, gegründet wurde, ist ein Institut des geweihten Lebens diözesanen Rechts des Bistums Caratinga. Vorläufer war die 1916 von ihm gegründete Kongregation der Töchter des Unbefleckten Herzens Mariens (Congregação das Filhas do Coração Imaculado de Maria; kurz Irmãs Cordimarianas).

## Persönlichkeiten
- José Martins da Silva SDN (1926–2015), Erzbischof von Porto Velho (1982–1997)
- Antônio Afonso de Miranda SDN (1920–2021), Bischof von Taubaté (1981–1996)